# IEEE 802.9
IEEE 802.9(アイトリプルイーハチマルニテンキュウ)は、音声とデータを統合した通信を行なうIVD-LAN(Integrated Voice&Data-LAN)の仕様標準化の為、IEEE 802委員会に設置されたワーキング・グループ。
IVD-LAN(Integrated Voice&Data-LAN)の仕様確定後は、続いて発展型のIS LAN(Integrated Services LAN)の標準化を行なった。